# Magnetická páska

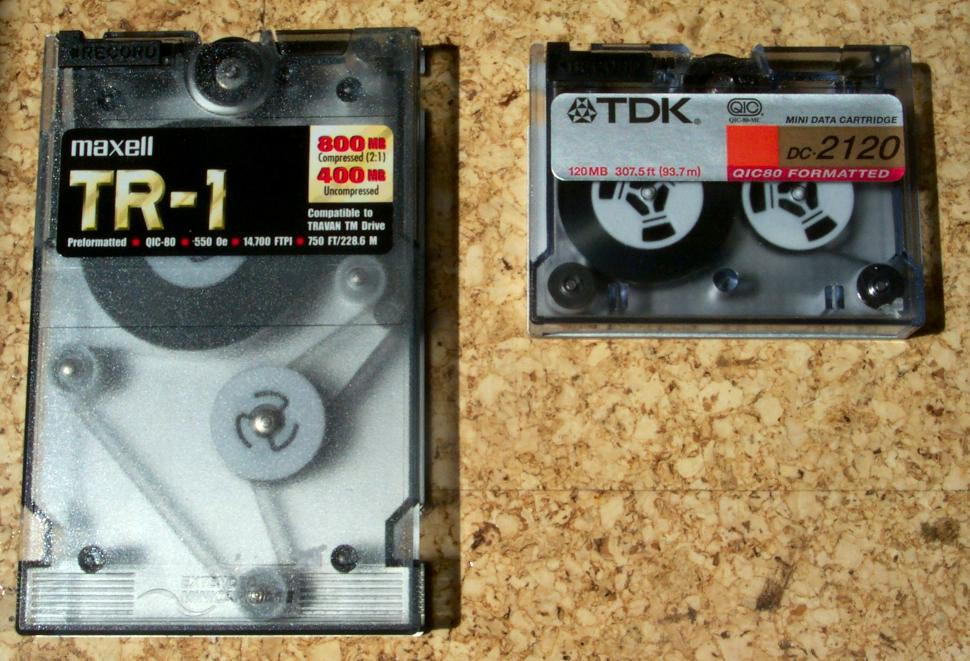
Příklad magnetické pásky

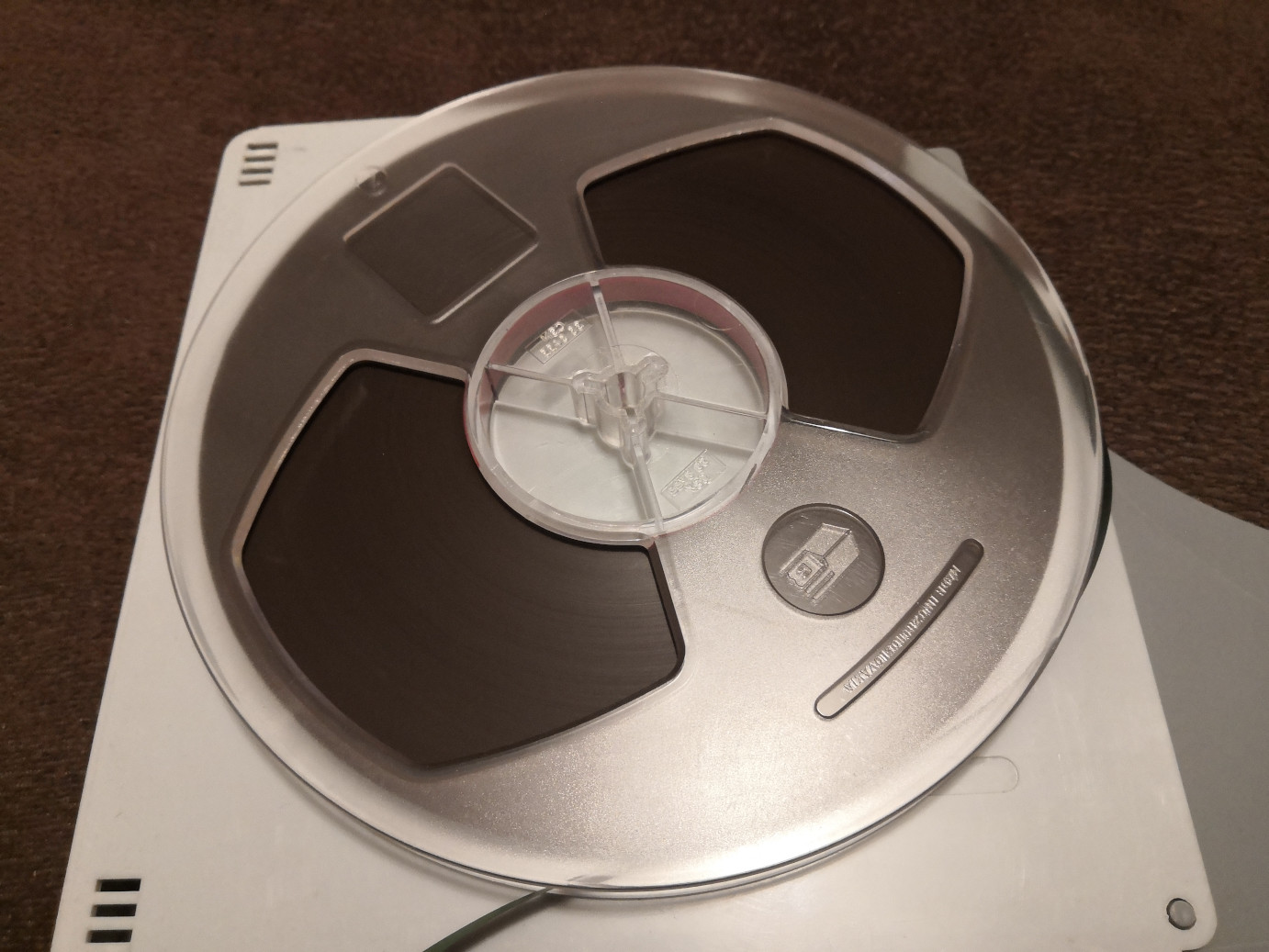
Magnetická páska do kotoučového (cívkového) magnetofonu

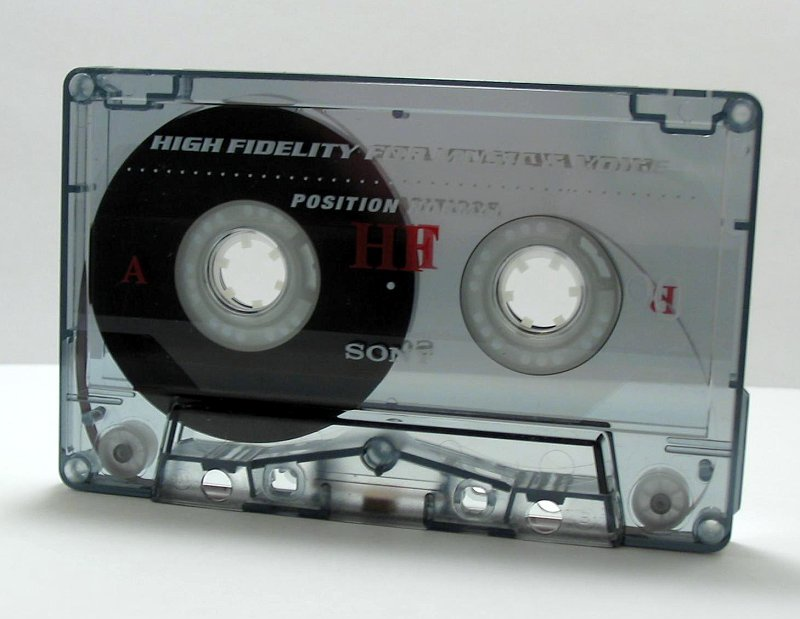
Magnetická páska v magnetofonové kazetě

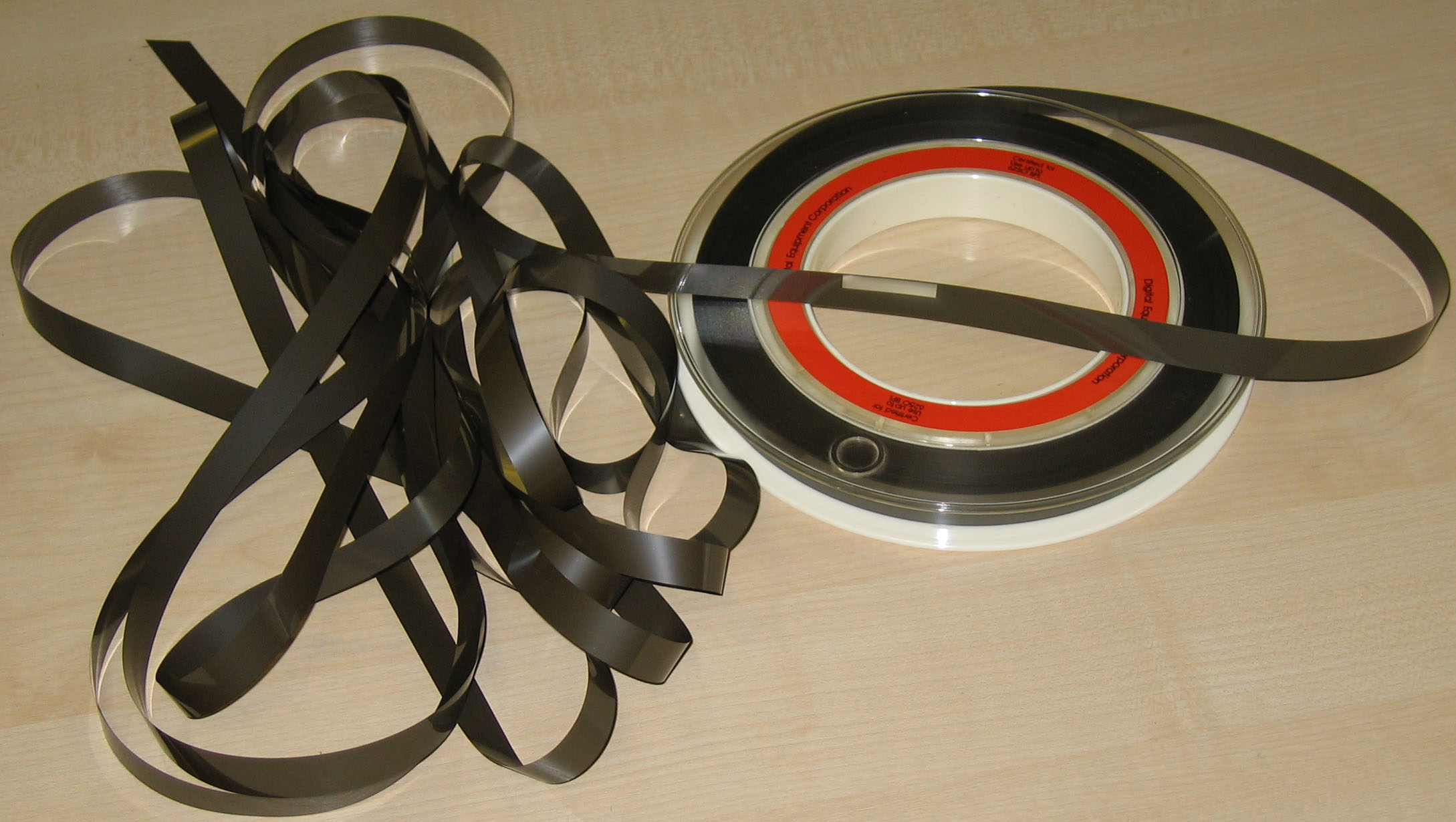
Příklad magnetické pásky

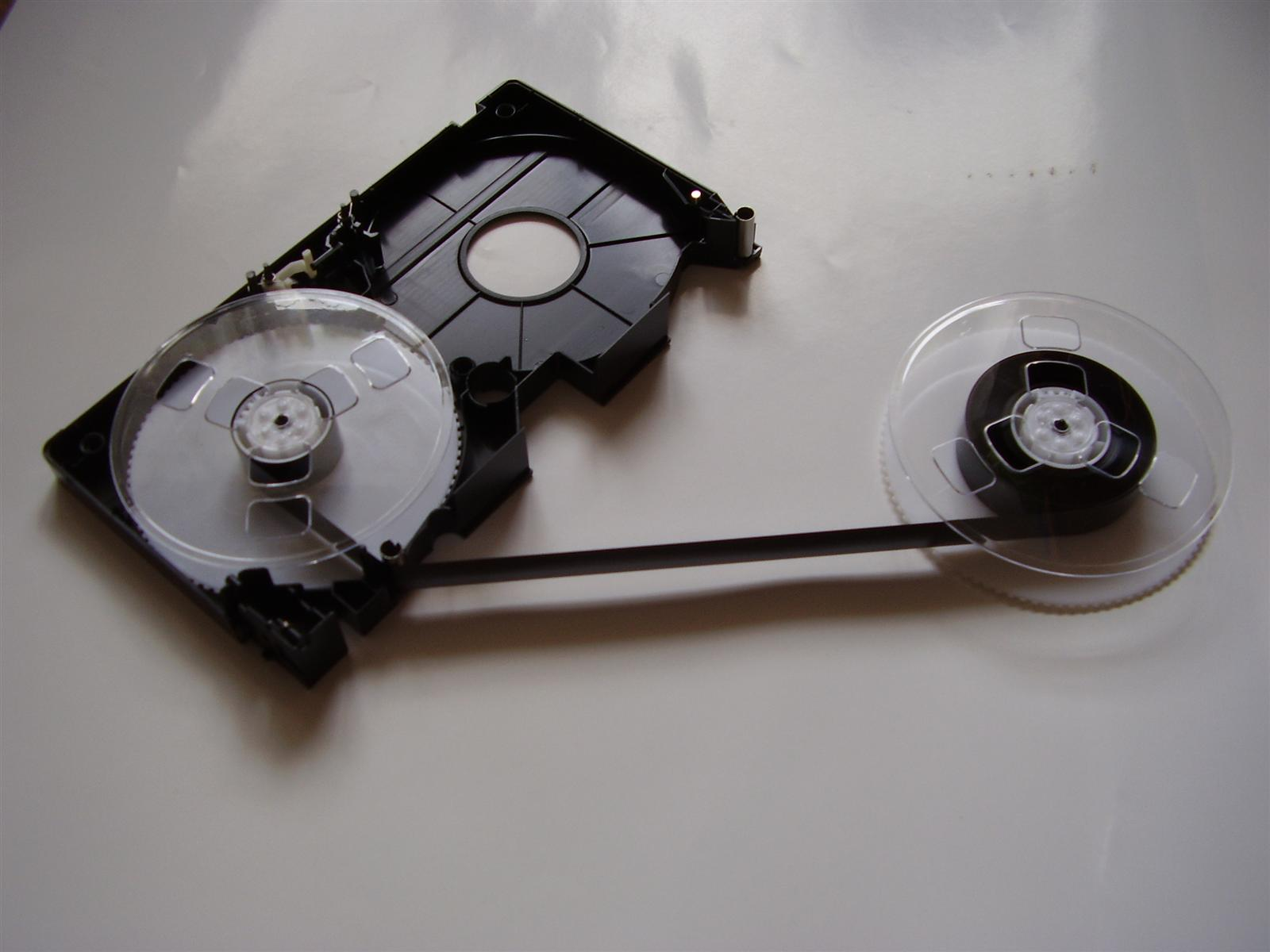
Magnetická páska ve videokazetě

Záznam signálu

Magnetická páska (hovorově též magnetofonový pásek) je pevné medium sestávající z magnetické vrstvy nanesené na plastické pásce. Do této kategorie spadají v podstatě pásky ve všech běžně používaných audio- a videokazetách nebo zálohovací pásky používané například v mainframech a různých datových úložištích, když je třeba ukládat velké množství dat po dlouhou dobu co nejspolehlivěji.
Dále existují například magnetooptické a optické paměťové pásky, které používají podobný princip záznamu, nedosáhly však významného komerčního úspěchu a rozšíření.

## Vývoj
Zvuk byl na počátku éry zvukových záznamů zaznamenáván mechanicky. Thomas Edison jej začal nahrávat na válečky fonografu. Válečky byly vytlačeny gramofonovou deskou, na niž se zvuk zaznamenává také analogově, a gramofonem Emila Berlinera.
Dán Waldemar Poulsen se vydal jinou cestou. Pokusil se zaznamenat zvuk na tenký ocelový drátek, převíjený vysokou rychlostí mezi póly elektromagnetu, kterým protékaly hovorové proudy z telefonního sluchátka. Jeho vynález dostal název telegraphon; označoval se také jako mluvící přístroj. Práce s kilometry vlasově tenkého drátu však nebyla snadná. Záznam byl velmi zarušený a střih nemožný.

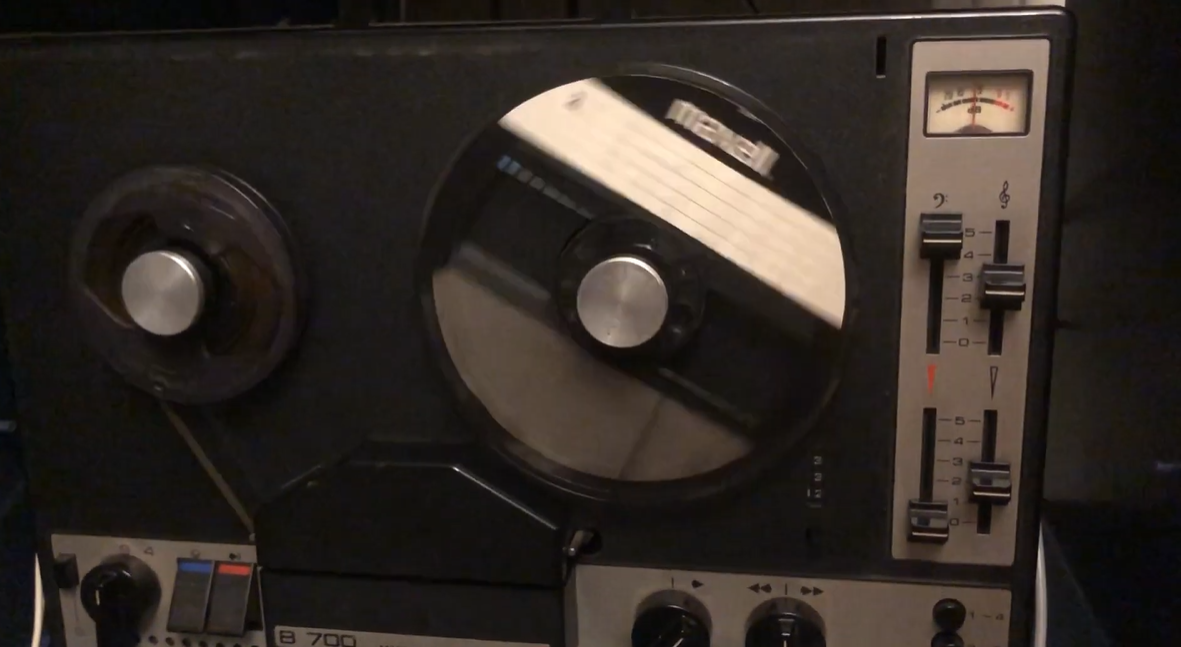
Kotoučový magnetofon Tesla B700 přehrává magnetickou pásku

Magnetická páska byla prvně použita k záznamu zvuků Fritzem Pfleumerem v Německu v roce 1926. Ten vycházel z vynálezu magnetického záznamu na drát Valdemara Poulsena z roku 1898. Pfleumerův vynález používá prášek oxidu železitého nanesený na dlouhém proužku papíru. Tento objev byl později zdokonalen německou společností AEG, která vyráběla záznamová zařízení, a společností BASF, která k nim vyráběla pásky. Firma AEG nahradila snadno se trhající papír za celuloidový pásek, na který se přes tenkou mezeru kruhového magnetu zaznamenávaly zvukové kmitočty. Takto se zrodil první pásek pro magnetofon, slavící obdiv na Berlínské rozhlasové výstavě v roce 1935. V roce 1933, ve společnosti AEG, vynalezl Eduard Schuller hlavu rekordéru ve tvaru prstenu. Do té doby se používaly hlavy s úzkým tyčovým profilem, které poškozovaly pásky. Důležitým vynálezem této doby byla také vysokofrekvenční předmagnetizace, která výrazně zlepšovala věrnost zaznamenaného audiosignálu.
První magnetický pásek byl 6,3 mm široký a navíjel se na cívku. Byl tenčí než lidský vlas a zaznamenaný signál měl frekvenční rozsah pouze 6 kHz. Poprvé v rozhlasové historii se však daly nahrávky stříhat a bylo tak možné rychle opravovat chyby či opravit přetržený pásek.
Vzhledem k předválečné politice Německa a ke vzrůstajícímu napětí na mezinárodní půdě byly zmíněné výzkumy před zbytkem světa tajeny.
Až po válce se Američanům Jacku Mullinovi a majoru Johnu Herbetu Orrovi podařilo získat tyto technologie a poté už nic nebránilo v rozvoji audia, videa a různých dalších formátů pásek se speciálním využitím. Nedlouho poté se páskové mechaniky staly masově užívány i mezi běžnými uživateli, nejprve jako magnetofony, datová úložiště k prvním domácím počítačům, nakonec i jako videorekordéry.

## Video
Nahrávaní videa, které klade mnohem větší nároky na šířku pásma než audio pásky, bylo možno uskutečnit díky vynálezu šroubovicového snímání. První video rekordéry byly kotoučové, moderní systémy ale už používaly kazetové pásky. Video-kazetové rekordéry byly ve své době v domácnostech poměrně velmi obvyklou součástí vybavení domácnosti, později ale začaly ustupovat rekordérům používajícím jiné záznamové technologie a techniky.
V současné době (2009) již nejsou video-kazetové rekordéry v domácnostech prakticky používané. Staré videopřehrávače díky cenám většinou nahradily přehrávače optické, ponejvíce DVD a nově i Blu-ray disk.

## Ukládání dat
Použití magnetické pásky k uchování dat se stalo jedním ze základů počítačového průmyslu.
Magnetická páska byla prvně použita k ukládání počítačových dat v roce 1951 na počítači UNIVAC I. Nahrávacím médiem byl tenký poniklovaný bronzový pásek o šířce 12.7 mm (Vicalloy). Hustota nahrávání byla 128 znaků na palec (198 mikrometrů/znak) na osmi stopách, s konstantní rychlostí 2,54 m/s a datovým tokem 12 800 znaků za sekundu. Z osmi stop bylo šest datových, jedna paritní a další časová. Kvůli plánovaným mezerám mezi jednotlivými bloky pásky byla skutečná rychlost přenosu 7200 znaků za sekundu.
Již první mechanické kazetové jednotky firmy IBM byly sofistikované. Extrémně rychlého přepínání mezi pohybem pásky a zastavením bylo dosaženo pomocí rychlých elektromotorů a napínáním pásky pomocí vývěvy v u-smyčce. Mechanické napínání pásky pomocí kladky by totiž svou vahou způsobovalo trhání pásky. Data byla zaznamenávána v blocích a rozjezd pásky z klidu do plné rychlosti 112,5 palce za sekundu trval jen 1,5 milisekundy. Když byl systém aktivní, jeden kotouč podával pásku dovnitř a druhý navíjel pásku ven, přičemž se téměř okamžitě a nesynchronizovaně roztáčely nebo zastavovaly, což vytvářelo poměrně zajímavý vizuální efekt. Záběry těchto sálových páskových jednotek v době jejich největší slávy často reprezentovaly »počítač« v různých filmech a televizních seriálech.
Současné magnetické páskové systémy využívají kotouče mnohem menší než původních 10,5 palců a jsou uzavřeny ve schránce kvůli ochraně proti mechanickému poškození a kvůli snadné manipulaci. Pásková jednotka používá přesně řízené motory k přetáčení pásky z jednoho kotouče na druhý. Hlava přehrávače se dotýká pásky a umožňuje tak zápis nebo čtení záznamu. Moderní kazety jsou vyráběny ve formátech DAT/DDC, AIT, Digital Linear Tape a Linear Tape Open. Pásky mají poměrně dlouhou životnost.
Pásky zůstávají konkurenceschopnou alternativou pevným diskům vzhledem k nízké ceně. Ačkoli hustota záznamu na cm² je nižší než u pevných disků, dostupné místo na pásce je obvykle větší (záleží na typu). Největší kapacita páskových médií je obecně na stejné úrovni jako kapacita největších dostupných pevných disků (cca 1,6 TB v roce 2010). Během celé své existence poskytovaly pásky velkou cenovou výhodu oproti magnetické diskové paměti, obzvláště pro vytváření záložních dat, kde je přenositelnost médií také důležitá. Rychlý rozvoj velikosti disků a snižování jejich ceny společně s pomalejší inovací pásek snížil podíl produktů magnetických pásek na trhu.

## Nevýhody
U pásky je nutné vyhledávat zvolený záznam nebo jeho část přetočením pásky na správné místo, neboť jde o médium se sekvenčním přístupem.
Některé pásky mohou trpět tzv. syndromem rozpadu pojiva